# Vasile Pascu
Vasile Pascu (n. 6 decembrie 1890, Pobeda, Dobrici, Dobrici-selska, Regiunea Dobrici, Bulgaria – d. 6 august 1960, Cluj, România) a fost un general român, care a luptat în cele două războaie mondiale.

## Biografie
Absolvă „Școala Militară de Ofițeri de Infanterie” între 1911 - 1913, apoi „Școala Superioară de Război” între 1924 - 1926.

## Grade Militare
- 1913 - sublocotenent,
- 1916 - locotenent,
- 1917 - căpitan,
- 1923 - maior,
- 1933 - locotenent-colonel,
- 1938 - colonel,
- 1943 - general,

S-a remarcat în luptele de pe frontul de est, în Caucaz, Cuban și Peninsula Crimeea cât și în luptele din anul 1944 din Valea Prahovei, duse împotriva trupelor germane. 
A fost decorat la 27 ianuarie 1942 cu Ordinul „Coroana României” în gradul de Comandor.
A fost comandant al Regimentului 5 Dorobanți (1938 - 1941), Diviziei 3 de Munte (1942 - 1943), Diviziei 18 de Munte (30 aprilie 1944 - 9 octombrie 1944), Diviziei 1 de Munte (1945) și Director Superior al Administrației Armatei. Înrte 1941 - 1942 îndeplinește și funcția de Prefect al Județului Vâlcea. Pentru scurt timp în 1944 este numit și comandant al Brigăzii a 5-a Grăniceri.
Generalul de brigadă Vasile Pascu a fost trecut în cadrul disponibil la 9 august 1946, în baza legii nr. 433 din 1946, și apoi, din oficiu, în poziția de rezervă la 9 august 1947.
Arestat la 15 ianuarie 1956 pentru delict de uneltire împotriva ordinii sociale, este condamnat la 15 ani de muncă silnică la 8 octombrie 1958, de către Tribunalul Suprem. 
A decedat la data de 6 august 1960 la penitenciarul Gherla, fiind bolnav de cardiopatie, enterocolită cronică și distrofie de gradul III.

## Decorații
- Ordinul „Steaua României” în gradul de ofițer (8 iunie 1940)[7]
- Ordinul „Coroana României”, în grad de Comandor (27 ianuarie 1942)[3]
- Virtutea militară,
- Virtutea Aeronautică în grad de cavaler[8].